# Storia di Castel Gandolfo

## Età antica (3000 a.C. - 476)
I primi insediamenti umani nel territorio di Castel Gandolfo sono attestati a partire dal Neolitico, non tracce umane rinvenute in località Pascolari di Castel Gandolfo e Monte Cucco, ai confini con Marino.
Con l'insediarsi dei Latini nel Lazio, in prossimità di Castel Gandolfo venne fondata Alba Longa, secondo la leggenda da Ascanio figlio di Enea. Anticamente gli storici e gli studiosi ritennero che Alba Longa sorgesse nel sito della moderna città di Castel Gandolfo, ma diversi studiosi reputarono l'ipotesi tuttora considerata più probabile, ovvero che Alba Longa sorgeva sulla sponda opposta del Lago Albano, tra la località Costa Caselle di Marino, sede del mitico Caput Aquae Ferentinum, e la località Palazzolo, in comune di Rocca di Papa. Alba Longa venne rasa al suolo nel 658 a.C. dai Romani guidati da Tullo Ostilio.
La leggenda vuole che nel 396 a.C., prima della caduta di Veio, gli indovini pronosticarono che nel momento che l'acqua del Lago Albano avesse seguito un percorso insolito, i Romani sarebbero riusciti a conquistare Veio:
(Tito Livio, Ab Urbe condita libri, libro 5 v. XV.)
Perciò si dice che i Romani allora iniziarono lo scavo dell'Emissario del Lago Albano, cunicolo lungo 1800 metri che in effetti faceva seguire alle acque del Lago un percorso insolito. In seguito, Marco Furio Camillo riuscì ad espugnare Veio.
In età romana, nel territorio castellano sorsero diverse ville rustiche suburbane. La più antica è una villa romana di età repubblicana situata in località Ercolano al chilometro 23 della Strada statale 7 Via Appia. Situata all'interno di Villa Santa Caterina, di proprietà del Pontificio Collegio Nordamericano, lungo il tracciato dell'antica via Appia, è stata denominata Villa di Clodio, poiché la tradizione l'ha attribuita a Publio Clodio Pulcro, tribuno della plebe storico avversario di Tito Annio Milone, dal quale fu ucciso nel 52 a.C. nella pugna di Bovillae, davanti alla sua villa proprio in questo tratto della via Appia.
Altre ville romane sono state rinvenute nel corso del XX secolo in località Pascolari di Castel Gandolfo, con veduta sul Lago Albano. Il complesso residenziale di età romana senza dubbio più grandioso è però la Villa di Domiziano a Castel Gandolfo, eretta dall'imperatore romano Domiziano (81-96) su un complesso di tre terrazzamenti dotato di circo, santuario di Minerva, teatro, cisterne e ninfei. Oggi buona parte del complesso, attraversato dalla Strada statale 216 Maremmana III, è incluso nella Villa Pontificia. La villa aveva un'estensione considerevole, poiché abbracciava tutto il Lago Albano e buona parte dei territori comunali di Castel Gandolfo ed Albano, includendo una serie di altre ville di proprietà statale. (Vedi Villa di Domiziano a Castel Gandolfo)

## Medioevo (476 - 1604)

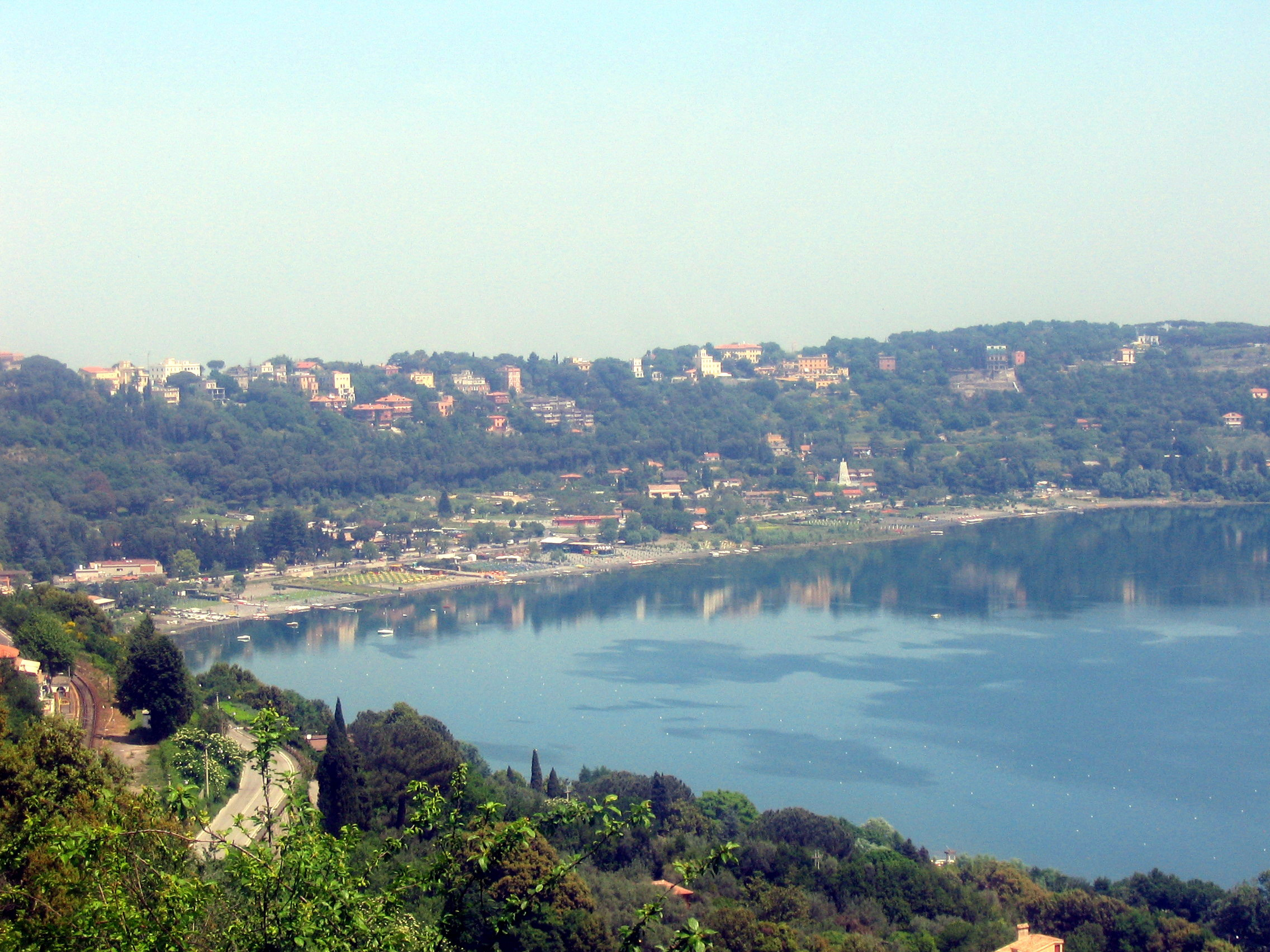
Scorcio del Lago Albano da Castel Gandolfo, verso Marino.

Secondo la tradizione, nel 326 Costantino I donò alla cattedrale di San Giovanni Battista in Albano vari fondi, tra cui il Laghetto di Turno, il Lago Albano, e dunque tutta la Massa Caesariana che includeva l'antica Villa di Domiziano a Castel Gandolfo.
Con la creazione dei Patrimonia, al tempo di papa Gregorio I anche l'area di Castel Gandolfo fu sottoposta a questo istituto, accorpata nella Massa Caesariana facente parte del Patrimonium Appiae. La prima menzione della Massa Caesariana risale all'epoca di papa Gregorio II. (Vedi Patrimonia)
La prima testimonianza di Castel Gandolfo dopo l'età romana risalirebbe dubbiamente all'846, quando l'imperatore Lotario I (817-855) in un diploma afferma che gli imperatori possedevano una villa nella Massa Caesariana dove oggi sorge Castel Gandolfo: tuttavia la notizia suscita molti dubbi tra gli storici.
Nel 1030 un documento attesta per la prima volta che esisteva un tenimentum di Cuccurutus, situato presumibilmente sull'attuale Monte Cucco, che era un possedimento del convento di San Cirillo in Roma. Nel 1037 papa Benedetto IX invece menzionò un fondo collocato intra civitatem Albanensem in loco qui vocatur supra Cucurutti tra le proprietà dell'Abbazia di San Nilo in Grottaferrata.
Correndo l'anno 1221 Nicola e Rustico Gandolfi rinunciarono ad ogni pretesa sulla terra di Castel Gandolfo in favore di papa Onorio III, della famiglia Savelli. Così il feudo entrò in possesso dei Savelli, o almeno così risulta da un atto del 1279 in cui il cardinale Iacopo Savelli si dice possessore del castrum quod dicitur turris de Candulphis e dal testamento dello stesso cardinale, divenuto papa Onorio IV (1287).
Risulta che nel 1389 il castello fosse in possesso della famiglia Capizucchi, ma questa signoria fu effimera, poiché i Savelli già nel 1436 dominavano Castel Gandolfo nuovamente. In questa data, il castello subì infatti un assedio e una distruzione da parte delle truppe di papa Eugenio IV, guidate dal cardinal Giovanni Maria Vitelleschi. Assieme a Castello vennero distrutti anche Albano, Castel Savello e il Borghetto di Grottaferrata, tutti feudi di casa Savelli. In seguito alla distruzione, il castello venne accorpato ai beni della Camera Apostolica e restituito ai Savelli solo da papa Niccolò V con un Breve del 3 agosto 1447.
Nel 1482, dopo la battaglia di Campomorto, vista la fedeltà della popolazione di Velletri alla Santa Sede nelle vicende di quella guerra, papa Sisto IV donò il Casale Turris Gandulphorum alla Comunità di Velletri: tuttavia già nel 1486 la famiglia Savelli tornò in possesso del castello.
Tra il 1535 ed il 1545 i Savelli cedettero al cardinal Niccolò Gaddi Castel Gandolfo in permuta della tenuta di Montorio Romano. Sempre nel 1545 tuttavia Tullo Ostilio e Tito Flaminio Savelli vendettero per 150.000 scudi il feudo al principe Orazio Farnese, nipote di papa Paolo III: ma nel 1550 Castel Gandolfo fu riacquistata da Giovan Battista Savelli. All'epoca di papa Sisto V Castel Gandolfo venne elevata in Ducato in favore di Bernardino Savelli.
Ciò nonostante, vista la situazione finanziaria traballante della famiglia Savelli, il 30 giugno 1596 papa Clemente VIII tolse Castel Gandolfo alla famiglia dandola alla Camera Apostolica, la quale assolse al pagamento dei 24.000 scudi di debito contratti dai Savelli stessi, nonostante l'opposizione degli antichi feudatari. Il 27 maggio 1604 Castel Gandolfo venne inclusa da papa Clemente VIII nella lista dei beni della Santa Sede che non potevano essere alienati in forza della Bolla di papa San Pio V De non alienandis, et infeudandis bonis Ecclesiae.

## Età moderna (1601 - 1870)

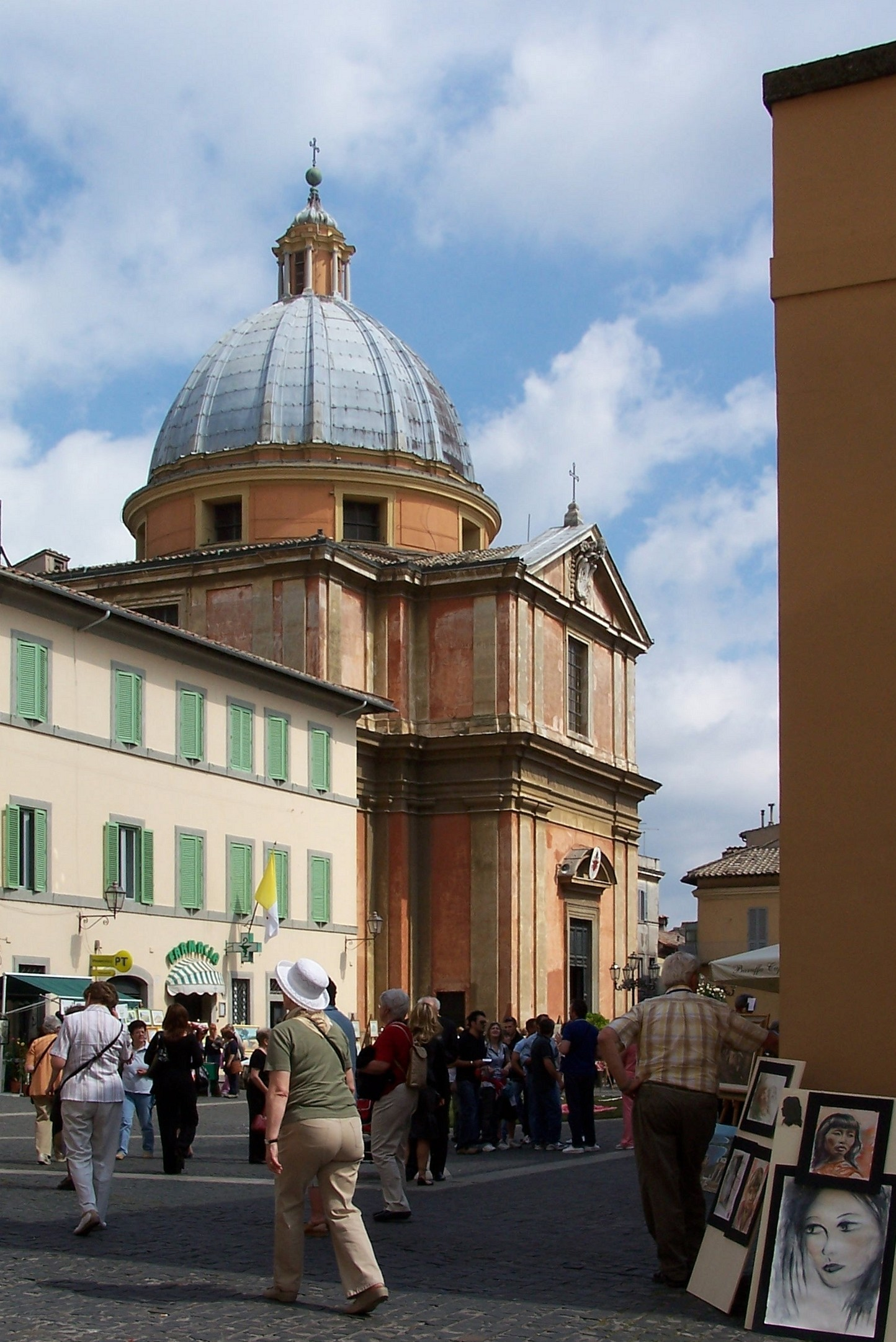
La Collegiata di San Tommaso da Villanova (1658-1661, Gian Lorenzo Bernini).

Sotto il nuovo governo della Camera Apostolica, sedente papa Paolo V, vennero iniziati importanti lavori pubblici: venne bonificato infatti il Laghetto di Turno (1611), con la conduttura nel castello di acqua proveniente dalle alture di Malafitto e Palazzolo, e venne fondato il convento dei PP. Francescani Riformati (1619).
Papa Urbano VIII (1623-1644) nel 1628 fu il primo Papa che soggiornò a Castel Gandolfo, nella villa che si era fatto costruire da cardinale: grazie al suo interessamento, vennero realizzate la Galleria di Sopra e la Galleria di Sotto, strade che collegano Castel Gandolfo ad Albano, così chiamate per via della fitta vegetazione che le fiancheggiava. La prima Bolla emanata da un Papa ex Arce Gandulphi fu scritta appunto da papa Urbano VIII il 25 ottobre 1626.
Al tempo di papa Alessandro VII (1655-1667), vennero eseguiti nuovi lavori, che videro tra l'altro la messa in opera della strada fino che conduce a Palazzolo costeggiando i dirupi del Lago Albano, chiamata in antico appunto via Alessandrina, la sistemazione del Palazzo Pontificio (1660) e l'edificazione della Collegiata di San Tommaso da Villanova (1658-1661) su progetto dell'architetto Gian Lorenzo Bernini, autore sempre per conto di papa Alessandro VII e della famiglia Chigi della Collegiata di Santa Maria Assunta nella vicina Ariccia.
Il 24 settembre 1728 il governo di Castel Gandolfo venne concesso pro tempore da papa Benedetto XIII con la Bolla Aequitatis al Maggiordomo dei Sacri Palazzi.
Papa Benedetto XIV (1740-1758) fu molto assiduo nelle visite a Castel Gandolfo, facendo erigere il campaniletto sulla facciata principale del Palazzo Pontificio e ammettendo per la prima volta le dame locali al bacio del piede al Papa durante la villeggiatura. Inoltre, nel 1740 fece allargare la strada che conduce a Marino, oggi Strada statale 216 Maremmana III.
All'ingresso dei soldati francesi a Roma nel febbraio 1798, il 18 febbraio 1798 Albano istituì la Repubblica Albanense, affiliata alla Repubblica Romana (1798-1799), assieme a Frascati, Velletri e Marino. In questa situazione, Castel Gandolfo venne unita alla municipalità di Albano, ma il 21 febbraio i castellani insorsero contro i francesi insieme ad altri abitanti dei Castelli Romani. I contro-rivoluzionari vennero sconfitti manu militari dai francesi di Gioacchino Murat alleati con i marinesi ed i frascatani rimasti fedeli alla Francia, nella battaglia di Frattocchie o di Castel Gandolfo (24 febbraio 1798), in seguito alla quale i francesi misero a sacco il Palazzo Pontificio.
Con il ritorno di papa Pio VII, Castel Gandolfo venne restituita al governo del Maggiordomo dei Sacri Palazzi e tale situazione perdurò fino al settembre 1870. Papa Gregorio XIV (1831-1846) fu particolarmente frequente nei suoi soggiorni a Castel Gandolfo, tanto che Giuseppe Gioacchino Belli ironizzò nei suoi Sonetti che andasse al Lago Albano a pescacce 'e tinche pe'r digiuno.
Il 23 novembre 1820 il consigliere comunale Angelo Antonio Iacorossi ebbe l'idea di far collocare in piazza della Libertà la prima cassetta postale del mondo, che ancora oggi si può trovare in quel punto.

## Età contemporanea (1870 - 1945)
Il 20 settembre 1870 con la presa di Porta Pia e l'ingresso dei bersaglieri a Roma finiva ufficialmente lo Stato Pontificio. Papa Pio IX, che aveva lasciato l'ultima volta Castel Gandolfo nel maggio 1869, e i suoi successori fino al 1929 non misero più piede nel Palazzo Pontificio.
Nella Legge delle Guarentigie del 18 maggio 1871, rifiutate da papa Pio IX come inutili e futili proposte volgarmente dette guarentigie, verrà tuttavia prevista l'extra-territorialità del Palazzo Pontificio con attinenze e dipendenze.
L'11 febbraio 1929, con la pubblicazione dei Patti lateranensi, Benito Mussolini concesse al nascente Stato della Città del Vaticano il possesso del Palazzo Pontificio con le attigue ville, per un totale di 44 ettari:
(Trattato tra la Santa Sede e l'Italia, articolo 14 comma 1, 11 febbraio 1929.)
Villa Barberini venne consegnata al Vaticano il 5 febbraio 1930. I confini dell'area extra-territoriale vennero modificati con un accordo tra Santa Sede e comuni di Castel Gandoplfo ed Albano Laziale il 24 aprile 1948 con l'aggiunta di circa 10 ettari acquisiti nel frattempo dalla Santa Sede, e adibiti ad azienda agricola da papa Pio XI. Questo Papa volle anche condurre dei lavori di sistemazione della villa, ed emersero così i resti della Villa di Domiziano a Castel Gandolfo.
Nel 1933 all'interno del Palazzo Pontificio venne installato l'Osservatorio Astronomico Pontificio, spostato dal Vaticano per via della troppa luce artificiale di Roma. Nel gennaio 2008 è stato annunciato che, in seguito al peggioramento della visibilità anche nei Castelli Romani, l'Osservatorio sarà spostato negli Stati Uniti d'America.
Durante la seconda guerra mondiale Il 22 gennaio 1944 gli anglo-americani effettuarono lo sbarco ad Anzio portando i Castelli Romani in prima linea negli scontri. Il 1º febbraio vennero bombardate Ariccia ed Albano Laziale, con la distruzione del locale convento delle clarisse posto ai margini della tenuta pontificia ed il bilancio di 16 religiose uccise; il 2 febbraio venne colpita Marino con varie centinaia di vittime; infine il 10 febbraio i bombardamenti anglo-americani colpirono nel territorio castellano il Collegio di Propaganda Fide causando 500 vittime civili. (Vedi Bombardamento di Propaganda Fide) Infatti nell'area extra-territoriale delle ville pontificie di Castel Gandolfo si rifugiarono durante tutto il periodo bellico circa 12.000 bisognosi e vi nacquero circa quaranta bambini. (Vedi I Castelli Romani durante la seconda guerra mondiale)

## Oggi
Il 19 settembre 1994 l'allora Presidente della Repubblica Italiana Oscar Luigi Scalfaro concesse al Comune di Castel Gandolfo il titolo di Città.